# Centristická demokratická internacionála
Centristická demokratická internacionála (CDI, anglicky: Centrist Democrat International) je celosvětová křesťansko-demokratická politická organizace, sdružující křesťansko-demokratické, centristické a další politické strany.

## Historie
Organizace byla založena v roce 1961 na světové konferenci v Chile, jako Křesťansko-demokratická světová unie (CDWU), jež se snažila vybudovat novou jednotnou organizaci na odkazech křesťansko-demokratických internacionál v minulosti a vytvořit tak na idejích křesťanské třetí cesty alternativu k Socialistické internacionále.
V roce 1982 byla přejmenována na Křesťansko-demokratickou internacionálu (CDI), poté v roce 1999 na název Křesťansko-demokratická internacionála lidových stran (CDPPI) a v roce 2001 na současný název Centristická demokratická internacionála (CDI).

## Členské strany
| Země                           | Strana                                         | Zkratka   | Vláda                     |
| ------------------------------ | ---------------------------------------------- | --------- | ------------------------- |
| Albánie                        | Demokratická strana Albánie                    | PD        | V opozici                 |
| Alžírsko                       | Demokratické národní sdružení                  | RND       | koaliční partner ve vládě |
| Angola                         | Národní svaz za úplnou nezávislost Angoly      | UNITA     | v opozici                 |
| Argentina                      | Křesťanskodemokratická strana                  | PDC       | v opozici                 |
| Aruba                          | Arubská lidová strana                          | AVP/PPA   | v opozici                 |
| Belgie                         | Křesťanskodemokratická a vlámská strana        | CD&V      | koaliční partner ve vládě |
| Brazílie                       | Demokraté                                      | DEM       | ve vládě                  |
| Bulharsko                      | Občané za evropský rozvoj Bulharska            | GERB      | ve vládě                  |
| Bulharsko                      | Svaz demokratických sil                        | SDS       | v opozici                 |
| Filipíny                       | Lakas – Křesťanští muslimští demokraté         | Lakas–CMD | ve vládě                  |
| Filipíny                       | Boj demokratických Filipínců                   | LDP       | ve vládě                  |
| Chile                          | Křesťanskodemokratická strana                  | PDC       | v opozici                 |
| Chile                          | Národní obnova                                 | RN        | ve vládě                  |
| Kolumbie                       | Kolumbijská konzervativní strana               | PCC       | v opozici                 |
| Kolumbie                       | Demokratický střed                             | CD        | ve vládě                  |
| Konžská demokratická republika | Hnutí za osvobození Konga                      | MLC       | v opozici                 |
| Kostarika                      | Strana křesťanské sociální jednoty             | PUSC      | v opozici                 |
| Chorvatsko                     | Chorvatské demokratické společenství           | HDZ       | ve vládě                  |
| Kypr                           | Demokratické shromáždění                       | DISY      | ve vládě                  |
| Česká republika                | KDU-ČSL                                        | KDU-ČSL   | ve vládě                  |
| Dominikánská republika         | Sociální křesťanská reformní strana            | PRSC      | v opozici                 |
| Ekvádor                        | Křesťanskodemokratická unie                    | UDC       | v opozici                 |
| Salvador                       | Křesťanskodemokratická strana                  | PDC       | v opozici                 |
| Francie                        | Les Républicains                               | LR        | v opozici                 |
| Gabon                          | Gabonská demokratická strana                   | PDG       | ve vládě                  |
| Guinea-Bissau                  | Strana pro sociální obrodu                     | APGE      | v opozici                 |
| Indonésie                      | Strana národního probuzení                     | PKB       | koaliční partner ve vládě |
| Irsko                          | Fine Gael                                      | FG        | ve vládě                  |
| Itálie                         | Unie středu                                    | UdC       | v opozici                 |
| Kambodža                       | Kambodžská lidová strana                       | CPP       | ve vládě                  |
| Kapverdy                       | Hnutí za demokracii                            | MPD       | v opozici                 |
| Libanon                        | Katáib                                         | Phalange  | v opozici                 |
| Malawi                         | Kongresová strana Malawi                       | MCP       | ve vládě                  |
| Maďarsko                       | Fidesz – Maďarská občanská unie                | FIDESZ    | ve vládě                  |
| Maďarsko                       | Křesťanskodemokratická lidová strana           | KDNP      | ve vládě                  |
| Malta                          | Nacionalistická strana                         | PN        | v opozici                 |
| Maroko                         | Strana nezávislosti                            |           | ve vládě                  |
| Mexiko                         | Strana národní akce                            | PAN       | v opozici                 |
| Mosambik                       | Demokratické hnutí Mosambiku                   | MDM       | v opozici                 |
| Německo                        | Křesťanskodemokratická unie Německa            | CDU       | ve vládě                  |
| Nizozemsko                     | Křesťanskodemokratická výzva                   | CDA       | koaliční partner ve vládě |
| Norsko                         | Křesťanská lidová strana                       | KrF       | v opozici                 |
| Panama                         | Lidová strana                                  | PP        | v opozici                 |
| Paraguay                       | Křesťanskodemokratická strana                  | PDC       | v opozici                 |
| Peru                           | Křesťanská lidová strana                       | PPC       | v opozici                 |
| Pobřeží slonoviny              | Sdružení republikánů                           | RDR       | ve vládě                  |
| Portugalsko                    | Sociálně demokratická strana                   | PSD       | v opozici                 |
| Rumunsko                       | Křesťanskodemokratická národní rolnická strana | PNȚ-CD    | v opozici                 |
| Rumunsko                       | Národní liberální strana                       | PNL       | v opozici                 |
| Rumunsko                       | Demokratický svaz Maďarů v Rumunsku            | RMDSZ     | v opozici                 |
| Řecko                          | Nová demokracie                                | ND        | v opozici                 |
| San Marino                     | Sanmarinská křesťanskodemokratická strana      | PDCS      | v opozici                 |
| Slovinsko                      | Nové Slovinsko – Křesťanští demokraté          | NSi       | v opozici                 |
| Slovinsko                      | Slovinská demokratická strana                  | SDS       | v opozici                 |
| Svatý Tomáš a Princův ostrov   | Nezávislá demokratická akce                    | ADI       | ve vládě                  |
| Španělsko                      | Lidová strana                                  | PP        | v opozici                 |
| Švédsko                        | Křesťanští demokraté                           | KD        | ve vládě                  |
| Tchaj-wan                      | Kuomintang                                     | KMT       | v opozici                 |
| Uruguay                        | Národní strana                                 | PN        | ve vládě                  |